# Echinodillo montanus
Echinodillo montanus là một loài chân đều trong họ Armadillidae. Loài này được Jackson miêu tả khoa học năm 1935.